# Diadasia friesei
Diadasia friesei is een vliesvleugelig insect uit de familie bijen en hommels (Apidae). De wetenschappelijke naam van de soort is voor het eerst geldig gepubliceerd in 1898 door Theodore Dru Alison Cockerell.
Deze bij is ongeveer 11 mm lang. Ze werd verzameld door een Mr. Fox in het zuiden van Californië. Cockerell noemde de soort naar de Duitse entomoloog Heinrich Friese die toen in Innsbruck woonde.